# Obelisco della Gloria

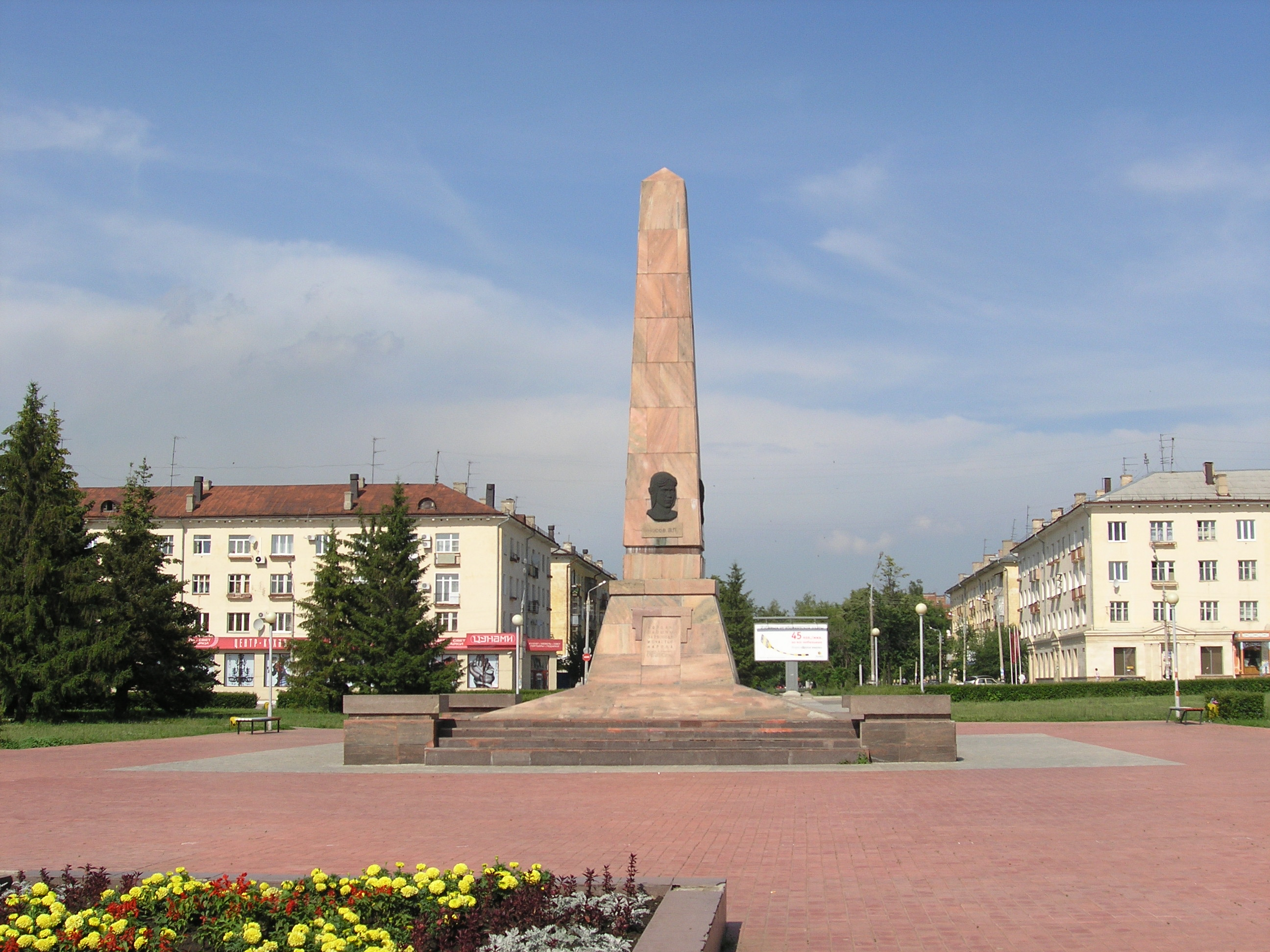
L'Obelisco della Gloria

L'Obelisco della gloria (in russo Обелиск Славы?) è un monumento in Piazza della Libertà di Togliatti agli eroi della seconda guerra mondiale (chiamata, in Russia, "Grande Guerra Patriottica").

## Creazione
A causa della costruzione della stazione idroelettrica Zhiguli all'inizio degli anni '50, la città di Stavropol (ribattezzata Togliatti nel 1964) cadde nella zona di inondazione del nuovo bacino idrico di Samara sul fiume Volga e fu completamente ricostruita su un nuovo sito.
La città di Stavropol doveva essere trasferita in un'area dedicata alla memoria del poeta Aleksandr Puškin. Ma nell'aprile 1957, alcuni giovani costruttori proposero di erigere invece un monumento ai combattenti della Grande Guerra Patriottica, a proprie spese. Furono accumulati 30 000 rubli raccogliendo carta straccia, rottami metallici e così via.
Si è tenuto un concorso di design, vinto da Mikhail Sorokin, a cui è stato assegnato un biglietto per il 6° "Festival mondiale della gioventù e degli studenti" a Mosca.
Il design di Sorokin era una classica stele a quattro facce. Tre lati raffigurano combattenti della Grande Guerra Patriottica residenti a Stavropol (il pilota Victor Nosov, soldato di fanteria Vasily Zhilin e marinaio Eugene Nikonov) mentre il quarto raffigura Vasily Banykin (1888-1918), una figura precedente, un ex presidente del Comitato esecutivo del consiglio comunale di Stavropol (l'equivalente del sindaco) che è stato determinante nello stabilire il potere rivoluzionario a Stavropol e che era stato ucciso durante l'evacuazione della città di fronte all'avanzata delle legioni cecoslovacche.
La cerimonia di apertura del monumento fu il 26 ottobre 1958. Da quel giorno, la Piazza della Libertà è stata un luogo centrale della città, e il nome è ora utilizzato anche per l'area circostante. Dal 7 novembre 1958 vi si tengono celebrazioni e manifestazioni cittadine. La strada panoramica adiacente si chiamava Youth Boulevard.

## Restauro

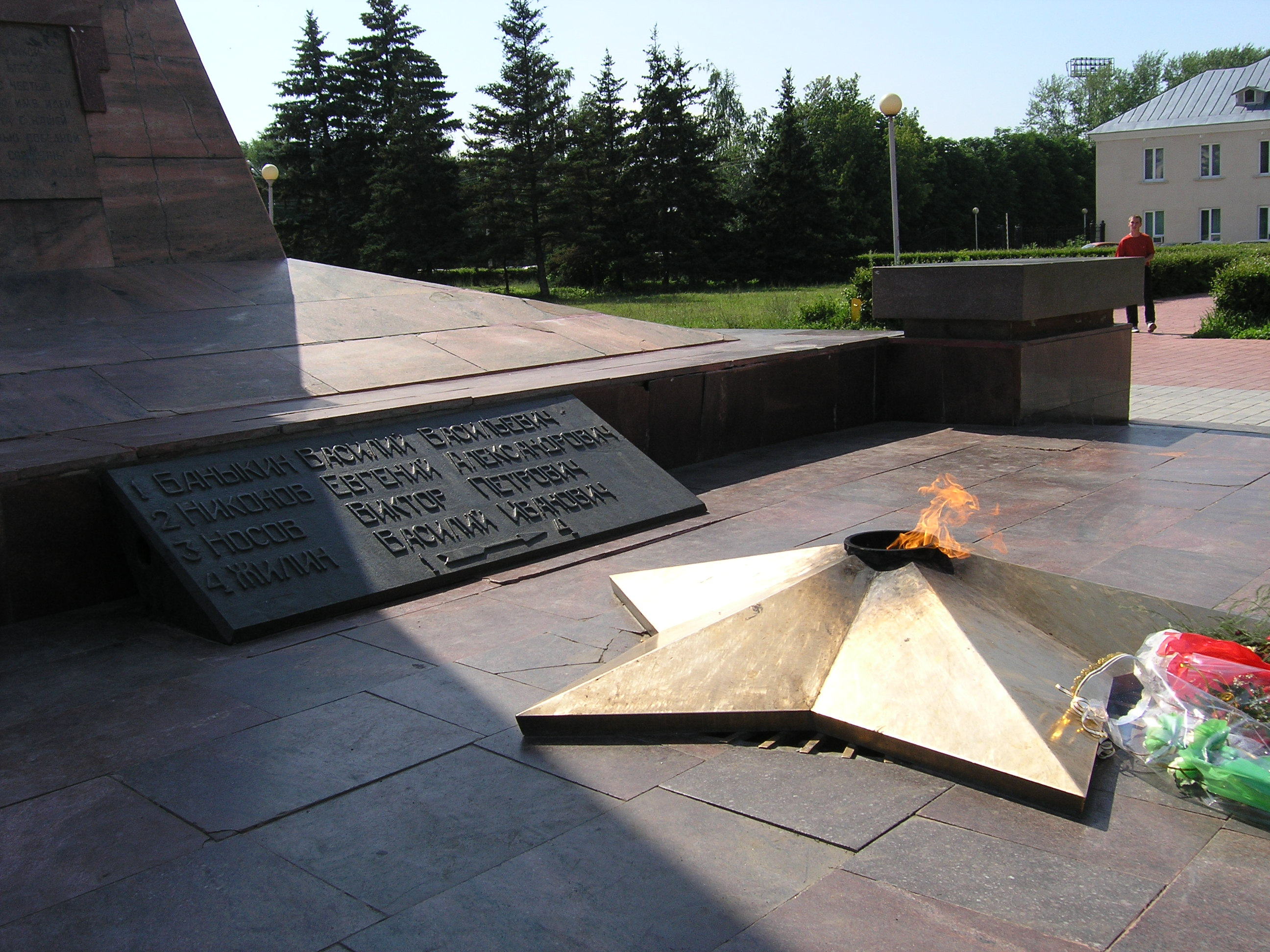
La fiamma eterna

In preparazione per il 30º anniversario della vittoria nella Grande Guerra Patriottica, nell'aprile 1975 l'obelisco è stato restaurato e modificato.
Le quattro sfere di pietra e le catene decorative sul perimetro sono state rimosse e il monumento è stato rivestito di granito. I medaglioni esistenti furono sostituiti con profili in bassorilievo degli eroi in bronzo eseguiti dagli artisti di Togliatti A.N. Pronyushkin e N. Kolesnikov. Su un lato della stele è stata posta una targa con l'iscrizione:
Quelli caduti con onore

Nella grande battaglia

Per un ideale, un principio.

No, ma piuttosto i loro nomi

Diventeranno sacri

Nelle canzoni della vittoria

Cantati da milioni di persone.»
È stata aggiunta anche la frase "Campioni morti per la libertà e la felicità del popolo".
Il 3 novembre 1978 la fiamma eterna fu accesa al monumento, consegnata da un veicolo corazzato da trasporto truppe dalla fiamma dell'Obelisco della Gloria a Samara. Successivamente, il monumento di Togliatti divenne gradualmente anche l'"Obelisco della gloria".
Nel 2006, il sindaco di Togliatti, Nikolai Utkin, ha dichiarato la sua intenzione di ristrutturare il monumento.